# Viadana zetterstedti
Viadana zetterstedti är en insektsart som först beskrevs av Carl Stål 1861.  Viadana zetterstedti ingår i släktet Viadana och familjen vårtbitare. Inga underarter finns listade i Catalogue of Life.